# Nagylózs
Nagylózs is een plaats (község) en gemeente in het Hongaarse comitaat Győr-Moson-Sopron. Nagylózs telt 1027 inwoners (2015).

## Afbeeldingen

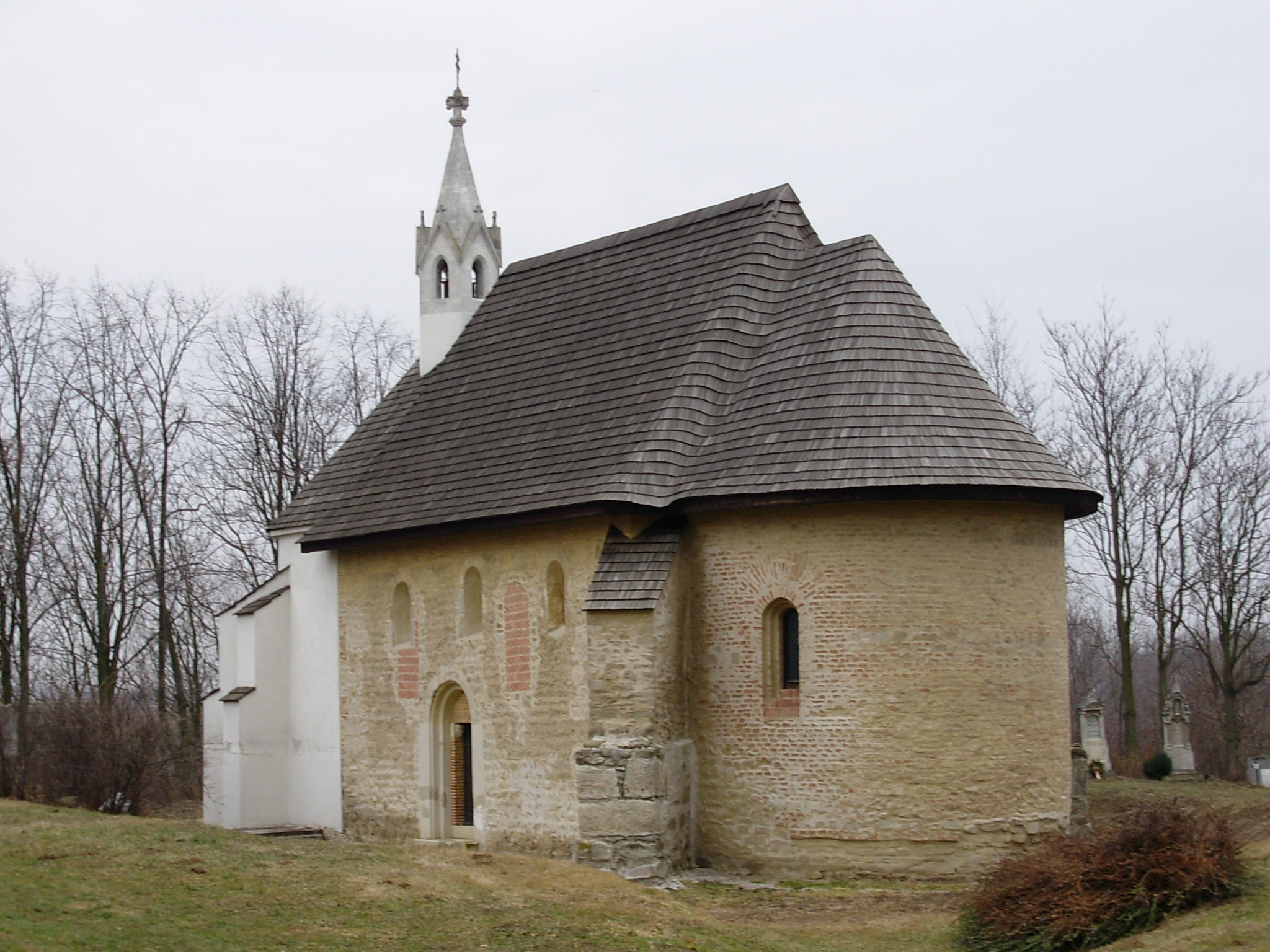
Katholieke begraafplaatskapel St. Stephen